# How Do You Sleep?
〈How Do You Sleep?〉은 영국의 음악가 존 레논이 자신의 1971년도 음반 《Imagine》에 담은 노래다. 노래는 자신과 같은 비틀즈의 전 멤버이자 또한 자신의 작곡가 파트너였던 폴 매카트니를 향한 독설이 담겨 있다. 레논은 매카트니가 《Ram》 앨범을 통해 자신을 개인적으로 모욕한 것에 대한 반응으로 곡을 썼다. 이 트랙에는 또한 전 비틀즈 멤버 조지 해리슨의 슬라이드 기타 연주가 수록되었다.

## 작곡과 가사
폴 매카트니의 《Ram》이 발표된 뒤인 1971년 3월, 존 레논은 매카트니가 자신을 공격했다고 느꼈다. 폴은 훗날 〈Too Many People〉의 가사가 레논을 비꼴 의도가 포함되어 있었음을 시인했다. 레논은 수록곡 〈3 Legs〉 또한 자신을 공격하려는 의도로 분석했다. 《Ram》의 뒷 커버에는 딱정벌레 두 마리가 교미하는 모습이 담겼는데, 이는 매카트니가 다른 비틀즈 멤버에게 당하는 처우를 언급하는 것으로 보인다.
〈How Do You Sleep?〉의 가사에는 "폴 매카트니 사망설"을 언급하는 대목이 있다. "네가 죽었다던 그 괴짜들 말이 옳았어(Those freaks was right when they said you was dead)". 또한 노래의 도입부 가사에는 비틀즈의 역사적인 1967년도 음반 《Sgt. Pepper's Lonely Hearts Club Band》를 언급하고 있다. "페퍼 상사가 널 꽤나 놀라게 한 모양이지(So Sgt. Pepper took you by surprise)" 이 가사 이전에 나오는 전위적인 소리는 페퍼 상사 음반의 도입부를 장식하는 소리와 비슷하다.
가사 중 "네가 해낸 것이라곤 yesterday가 전부지 / 그리고 떠난 뒤론 another day가 끝이야(The only thing you done was yesterday / And since you've gone you're just another day)"는 매카트니를 지목하는 대목으로, 첫 번째 가사는 비틀즈의 1965년도 노래 〈Yesterday〉의 언급이며, 두 번째 가사는 1971년 2월 출시된 매카트니의 히트 싱글 〈Another Day〉의 언급이다. 레논은 처음에 가사를 "아무렴 그 망할 것도 훔친 것이겠지(You probably pinched that bitch anyway)"라고 썼다. 이는 매카트니가 〈Yesterday〉를 훔친 것인지 판단이 서지 않아, 여러 차례 레논, 해리슨, 조지 마틴과 다른 사람들에게 이런 멜로디를 들었던 적이 있는 지를 물어본 것에 대한 언급이다. 〈How Do You Sleep?〉의 작곡 크레디트에는 오직 존 레논만이 표기돼 있지만, 오노 요코와 레논의 매니저인 앨런 클라인 또한 가사에 기여했다는 여러 보도가 존재한다.

## 녹음
레논은 《Imagine》 앨범 세션 당시에 〈How Do You Sleep?〉을 녹음했다. 노래에는 조지 해리슨이 연주한 슬라이드 기타 연주가 들어갔다. 레논은 리듬 기타와 보컬을 연주했고, 이외에 클라우스 부어만은 베이스를, 앨런 화이트는 드럼을, 테너 터너와 로드 린튼과 앤디 데이비스는 통기타를 연주했으며, 피아노 구간은 니키 홉킨스와 존 토트가 맡았다. 링고 스타 또한 곡의 녹음 세션 도중 방문했지만 곡을 보고는 화가 나 "이건 선을 넘었어, 존(That's enough, John)"이라고 말했다. 최종 믹스 버전은 음반에 여타 트랙과는 달리 스테레오가 아닌 모노로 출시되었다.
다큐멘터리 영화 《이메진》에서 곡의 녹음 장면을 보면, 해리슨은 레논 옆에서 연주하고 있으며 레논은 엔지니어에게 녹음을 중단하라고 요청하기 전 "이 망할 놈아, 지금 잠이 오냐?(How do you sleep ya cunt?)"라고 노래 부른다.

## 반응과 여파
《Imagine》의 회고성 평론에서 《롤링 스톤》의 벤 거슨은, 〈How Do You Sleep?〉을 앨범에 담긴 이 곡을 포함한 세 곡을 하이라이트로 꼽으면서 "아주 가치있고, 음악적으로 효과있는 넘버"이지만 "폴 개인, 그리고 그의 가족과 커리어에 대한 황폐화"는 "소름끼치고 변명의 여지가 없다"고 썼다. 거슨은 덧붙였다. "'Sleep'이라는 모티브는 이해하기 어렵다. 일부 부르주아에 대한 고전적인 보헤미안 사람의 경멸이 있으며, 또한 일부는 존의, 폴과의 오래된 경쟁 관계에 있는 반목이 있다." 《NME》에 기고한 기사에 앨런 스미스는 트랙을 설명했다. "음악적으로 대단한 것이다. 열려 있고, 웅장하고, 힘이 넘치고, 우레 같으며, 극적이다. 하지만 이 곡은 가사로 인해 회자될 것이다." 이어 곡은 매카트니를 완전히 깔아뭉겠으며, 그는 폴에게 2행 연구로 선언했다. "당신의 사운드는 내 귀에는 무자크로 들린다. / 이후 수년간 당신은 무언가를 깨닫게 될 것이다." 《멜로디 메이커》의 로이 롤링워스는 《Imagine》을 레논의 최고작이라고 칭송했고 〈How Do You Sleep?〉에 대해서는 "매카트니를 향한 불안정한 칼질 ... 케추아 족, 혹은 아마 수 족 풍의 현악 연주와 느릿한 펑크가 있다."고 썼다.
음반의 발표 직후, 레논은 곡에 대해서 "《Ram》에 대한 답장"이라고 말했지만 이렇게 덧붙였다. "나와 폴 사이에 반목같은 건 없어요. 그저 문제 없는, 악의 없는 장난이에요. 'Sleep'에 대한 답이 그의 다음 앨범에 없으리라곤 장담 못하지만, 그런 식으로 그를 생각하고 있지 않습니다. 완벽하게 작업된 곡이며 폴과의 관계는 없습니다. 그저 하나의 음악 작품일 뿐이지요. 이 곡을 1969년부터 작업해왔으며, 가사 'So Sergeant Pepper Took You By Surprise ...'는 예의 일들이 발발하기 2년 전에 쓴 것입니다. 저와 폴 사이에는 항상 음악적 차이가 있었죠. 작년부터의 일이 아니라는 말입니다. 하지만 우리는 많은 일을 함께 했고, 지금도 그래요. 우리가 비틀즈를 할 수 있었던 건 제 로큰롤과 폴의 이쁘장한 것들이 있었기 때문에 가능했어요 ... 하지만 그들 중 한 명이 벌인, 제가 보지 못했고 듣지 못한 일들로 일주일을 힘겹게 보내고 있습니다." 1970년대 중반부터 레논은 자신의 태도를 보다 부드럽게 바꾸었고, 노래를 자신을 위해 썼다고 말했다. 1980년에 그는 밝혔다. "폴에 대해 가진 제 분함을 이용한 겁니다 ... 노래를 썼죠 ... 끔찍하고 악랄하고 경악스런 복수가 아닙니까 ... 제 분노와 폴과 비틀즈를 이용해 먹은 겁니다. 톰 도일의 책 《폴 매카트니 : 비틀즈 이후, 홀로 써내려간 신화》에서 매카트니는 곡에 대해 "웃어넘기는 수밖에 없었죠. 제가 직접 전화를 걸어 잘 자고 있다고 말할 수는 없었지만, 저는 정말로 숙면을 취했어요. 신선한 공기가 가득한 시골에 살고 있었으니까요"라고 말했다. 하지만 곡이 신경에 거슬렸음을 인정했다. "정말 슬펐어요. 우리는 열여섯 살 무렵부터 정말 친한 친구였으니까요. 상황이 이렇게 된 게 너무나도 이상하게 느껴졌어요."
곡의 데모 버전이 1988년 출시된 《John Lennon Anthology》에 수록됐다. 《Ram》의 스페셜 다큐멘터리에서 폴은 〈How Do You Sleep?〉(→지금 잠이 오냐?)을 처음 들은 뒤 〈Quite Well, Thank You〉(→잘 자고 있다, 고마워)라는 곡을 지을 생각을 했다고 말했다.

## 참여 인원
- 존 레논 – 보컬, 기타[12]
- 조지 해리슨 – 슬라이드 기타
- 니키 홉킨스 – 월리처 전기 피아노
- 존 토트 – 피아노
- 테드 터너 – 통기타
- 로드 린튼 – 통기타
- 앤디 데이비스 – 통기타
- 클라우스 부어만 – 베이스
- 앨런 화이트 – 드럼
- 더 플럭스 피들러스 – 현악